# Chlorodiella nigra
Chlorodiella nigra är en kräftdjursart som först beskrevs av Forskål 1775.  Chlorodiella nigra ingår i släktet Chlorodiella och familjen Xanthidae. Inga underarter finns listade i Catalogue of Life.